# افسونگر شب (سرده)
افسونگر شب (نام علمی: Circaea) نام یک سرده از تیره گل‌مغربیان است.